# Halász Stefánia
Halász Stefánia, születési nevén Stern Stefánia (Tolna, 1914. március 13. – Budapest, 1978. január 18.) gyermek- és tüdőgyógyász, az orvostudományok kandidátusa (1970), Tímár István jogász, államvédelmi tiszt felesége.

## Élete
Stern Dezső (1883–1914) épületfa kereskedő és Hoffmann Mária (1892–1938) laboratóriumi asszisztens gyermekeként született zsidó családban. Apja az első világháborúban életét vesztette, majd édesanyja Halász Béla gépészmérnök felesége lett, aki nevére vette. A budapesti Szilágyi Erzsébet Leánygimnáziumban érettségizett. Tanulmányait a Pázmány Péter Tudományegyetemen folytatta, ahol 1938. szeptember 30-án avatták orvosdoktorrá. 1938 és 1942 között a budapesti Madarász utcai Gyermekkórház segédorvosaként dolgozott. 1942-ben gyermek-, 1957-ben tüdő-, 1959-ben gyermek tüdő-szakorvosi képesítést nyert. 1945–1946-ban a Nemzeti Segély terézvárosi és erzsébetvárosi rendeléseinek szakorvosa és gyermekszakrendelőjének vezetője volt. 1946–1948 között a budapesti I. számú Gyermekgyógyászati Klinika egyetemi tanársegédje, 1948–1951 között a Péterfy Sándor Utcai Kórház gyermekosztályának klinikai adjunktusa volt. 1951 és 1978 között a Szabadság-hegyi Állami Gyermekszanatórium főorvosa, 1957-től a Calmetta-védőnőképzés irányítója. 1960-ban a Marxizmus–Leninizmus Esti Egyetem filozófia szakán végzett. 1961 és 1964 között a Magyar Tudományos Akadémia Tudományos Minősítő Bizottságának önálló aspiránsa volt. 
Tagja volt több hazai és külföldi szakmai társaságnak. Gyermekkori gümőkórral és a BCG-védőoltás hatástanával foglalkozott. Nevéhez fűződik a gyógyító megelőző munka kidolgozása, az izonicid prevenció helyes alkalmazása.
A Magyar Orvostársaságok és Egyesületek Szövetsége Tüdőgyógyász Szakcsoportjának elnökségi, a Nemzetközi Gyermektüdőgyógyász Társaság alapító elnökségi tagja és a Gyermekpulmonológiai Szekció elnöke volt. 1948-tól tagja volt a Magyar Vöröskeresztnek.
A Farkasréti temetőben nyugszik (2/3-1-33/34).

### Családja
Férje dr. Tímár István (1913–1991) jogász, államvédelmi tiszt volt, akihez 1937. július 20-án Budapesten ment nőül. 1938 decemberében kikeresztelkedtek a katolikus vallásra.
Gyermekei:
- Tímár András (1940–) mérnök
- Tímár Anna (1944–) jogász, ügyvéd
- Tímár Krisztina (1944–) orvos

## Művei
- BCG oltás és superinfectio (Népegészségügy, 1951)
- A BCG-zett gyermekek tuberkulózisa. Flesch Istvánnal. (Gyermekgyógyászat, 1951)
- A vírusbetegségek és a gümőkór kölcsönhatása a gyermekkorban. Polgár Györggyel, Telegdi Istvánnal. (Orvosi Hetilap, 1952. 48.)
- Újabb adatok a BCG-védoltott gyermekek tuberkulózisához. Flesch Istvánnal. (Orvosi Hetilap, 1953. 32.)
- Hővel elölt BCG-vakcinával végzett bőrpróba vizsgálatok. – A kerek és üvegárnyékokkal kapcsolatban elkövetett diagnosztikus tévedések a gyermekkorban. (Orvosi Hetilap, 1954)
- A BCG-kérdés mai állása. Flesch Istvánnal. – Regionális nyirokcsomó meszesedése BCG-oltás után. (Gyermekgyógyászat, 1954)
- Adatok a BCG-oltás preventív és terápiás hatásához. Flesch Istvánnal. (Gyermekgyógyászat, 1955)
- A gümőkór elleni védőoltásról. Flesch Istvánnal. (Egészségügyi ismeretterjesztő füzetek. Budapest, 1955)
- A kórelőzmény tanulságai elsődleges gümőkórban. Hoffmann Idával. (Gyermekgyógyászat, 1956)
- A középsőlebeny szindrómáról (Tuberkulózis, 1958)
- Primer tbc-s gyermekek poliomyelitis elleni védőoltása. Komlós Lászlóval, Vass Etelkával. (Orvosi Hetilap, 1958. 20.)
- Gyermekeink védelmében. A BCG-oltásról. Flesch Istvánnal. (Az Egészségügyi Minisztérium Egészségügyi Felvilágosító Központjának kiadványai. Budapest, 1960)
- A gyermekkori gümőkór (A tuberkulózis az általános orvosi gyakorlatban. Budapest, 1960)
- A fertőző források szerepe és a BCG-oltások jelentősége hat éven aluli gyermekek tbc-s megbetegedésében (Tuberkulózis, 1960)
- Primer tbc-s gyermekek perorális BCG-kezelése (Tuberkulózis, 1961)
- Adatok a primer gümőkór gyógyszeres kezeléséhez. Komlós Lászlóval, Vass Etelkával. (Gyermekgyógyászat, 1961)
- BCG- oltás és INH-prevenció (Tuberkulózis és Tüdőbetegségek, 1963)
- Megemlékezés Calmette születésének 100. évfordulójáról. – A BCG-oltást követő tájéki nyirokcsomó-reakciókról. Újabb adatok a nyirokcsomó meszesedésekhez. (Gyermekgyógyászat, 1963)
- A BCG-oltás védőértéke fertőzött környezetben élő gyermekeken (Tuberkulózis, 1964)
- Tudnivalók a gyermekkori gümőkórról és annak megelőzéséről. Görgényi-Göttche Oszkárral. (Budapest, 1964)
- A tuberkulin-allergia titrálása fertőzött és védoltott gyermekeken intracutan tuberkulinpróbákkal (Gyermekgyógyászat, 1966)
- Bewertung der Heilungsprozesses der Primärtuberkulose auf Grund der Befunde von 122 Kindern (Acta Paediatrica, 1967)
- Tüdő-actinomycosis gyógyult esete. Székely Edgárral. (Gyermekgyógyászat, 1967)
- Bronchológiai elváltozások asthma bronchiale gyanújával beküldött gyermekeken (Tuberkulózis és Tüdőbetegségek, 1967)
- Exogén és endogén tényezők szerepe testvérek primer gümőkóros fertőződésének létrejöttében, lefolyásában és gyógyulásában. Kandidátusi értekezés (Budapest, 1967)
- Über die diagnostische Bedeutung der in der evolutiven Phase der Primärtuberkulose durchgeführten Bronchographie (Acta Paediatrica, 1969)
- A BCG-oltás védőértéke fertőző környezetben élő vakcinált és nem védoltott testvéreken (Orvosi Hetilap, 1969)
- A BCG-allergia ellenőrzésének szükségességéről (Tuberkulózis és Tüdőbetegségek, 1969)
- Thymus hypertrophia és thymus daganatok (Gyermekgyógyászat, 1969)
- Adatok a BCG védoltott gyermekek primer gümőkórjának differenciáldiagnosztikájához. Kandidátusi értekezés (Budapest, 1970)
- A primer tbc-s betegségformák pathológiai változása (Orvosi Hetilap, 1971. 13.)
- Bronchopulmonalis organikus elváltozások szerepe koraszülöttek ismétlődő légúti betegségeiben. Székely Edgárral. (Gyermekgyógyászat, 1972)
- A regionális BCG-nyirokcsomó és a tartósított postvaccinatios allergia (Orvosi Hetilap, 1973. 13.)
- Ismétlődő tüdőgyulladások csecsemő- és kisdedkorban (Gyermekgyógyászat, 1975)
- Progresszív primer gümőkóros eseteink tanulságai (Orvosi Hetilap, 1975. 31.)
- Csecsemő- és kisdedkori ismétlődő pneumoniák diagnosztikája és therápiája. Monográfia. Székely Edgárral. (Budapest, 1976)

## Díjai, elismerései
- Munka Érdemrend ezüst fokozata (1971)[8]
- Kiváló Orvos (1975)
- Felszabadulási Jubileumi Emlékérem